# شوغون: الحرب الشاملة
شوغون: الحرب الشاملة لعبة إستراتيجية تعتمد إستراتيجية تناوب الأدوار وتكتيكات الوقت الحقيقي معاً. طورت اللعبة من طرف ذا كرياتيف آسامبلي ونشرتها شركة إلكترونيك آرتس للحاسب الشخصي على نظام مايكروسوفت ويندوز. تتناول اللعبة فترة سينغوكو من التاريه الياباني من القرن الخامس عشر إلى غاية القرن السابع عشر. يتبنى اللاعب أحد زعماء العشائر المتحاربة بهدف السيطرة على البلاد لكي يصبح في منصب شوغون. الاستراتيجية المتناوبة تعنى بالتركيز على خريطة اليابان أين يستطيع اللاعب التحكم بالجيوش، الدين، العلاقات الدبلوماسية، الجوسسة، والاقتصاد، في حين الجانب التكتيكي هو مخصص للمعارك حيث يمكن للاعب أن يتحكم بوحدات الجيش في بيئة ثلاثية الأبعاد.
تم الإعلان عن هذا الإصدار في بداية سنة 1999، وكانت اللعبة أول منتوج عالي المخاطرة بالنسبة لشركة ذا كريايتيف آسامبلي. أعتبرت اللعبة بأنها لعبة إستراتيجية الوقت الحقيقي من فئة الألعاب الكبيرة ذات رسوم حاسوبية ثنائية الأبعاد تيمنا بألعاب أخرى من نفس النمط مثل كوماند & كونكر. ولكن شيوع البطاقات الرسومية ثلاثية الأبعاد في السوق الإستهلاكية أدى بها إلى التغيير إلى هذا النوع من الرسوميات. خلال فترة تطويرها تحسنت اللعبة لتكون لعبة إستراتيجية الوقت الحقيقي ذاك دقة تاريخية؛ كان المؤرخ العسكري ستيفن تورنبول المستشار لشركة ذا كريايتف آسامبلي في هذا الصدد. ثم أضيفت ميزة الخريطة العسكرية ذات الدور المتناوب لإضفاء سياق للمعارك التي تلعب في الوقت الحقيقي.
استقبلت اللعبة بانتقدات جيدة للغاية، ولكن طفت بعض الشكاوى بخصوص غليتشات في اللعبة. تم توسعة اللعبة بحزمة جديدة تدعى«الغزو المغولي» أضفت إلى إمكانية اللعب في فترة الغزو المغولي لليابان. الإستقبال الجيد والمبيعات مهدا الطريق لعدة سلاسل متتالية من لعبة الحرب الشاملة تتناول أماكن وفترات تاريخة متعددة. الحرب الشاملة: شوغون 2 كانت الخليفة لهاته اللعبة وتركزت على نفس الفطرة التي تناولتها سابقتها ولكن أضافت العديد تحسينات في الرسوميات وأسلوب عن سابقتها. تم الإعلان عنها في سنة 2010، وأصدرت في مارس 2011.

## أسلوب اللعب
تهتم اللعبة بالأسلوب الحربي للساموراي خلال فترة سينغوكو من التاريخ الياباني، والتي إمتدت من منتصف القرن 15م إلى بدايات القرن 17م.يختار اللاعب أن يكون أحد الداي ميو ويهدف إلى الوصول إلى مرتبة الشوغون من خلال القوة العسكرية، العلاقات الدبلوماسية، الجوسسة، التجارة، والدين. تتضمن اللعبة نمطين من اللعب:
- إستراتيجية تبادل الأدور: وهي عبارة عن خريطة كبيرة لليابان يستطيع اللاعب من خلالها التحكم في الأمور الدبلوماسية، تحريك الجيوش وإعدادها، تطوير البنية التحتية للمقاطعات تحت السيطرة، والعديد من المهام الأساسية التي تخول له إدارة دولته.
- تكتيك الوقت الحقيقي: يسمح للاعب بأن يقود أحد جيوشه في ساحة المعركة والتحكم في الوحدات المختلفة ضمنه.

تحتوي اللعبة على سبعة فصائل يستطيع اللاعب الإخيار بينها وهي العشائر التاريخية لليابان في تلك الفترة.تضم جزيرة كيوشو وجنوب هونشو عشائر شيمازو، موري، وتاكيدا، في حين تحكم عشيرة أودا وإيماغوا وسط جزيرة هونشو. الأجزاء الشمالية هي معقل عشيرة أسوكي، وهوجو. على غرار اكتساب كل عشيرة لنفس الوحدات العسكرية والتكنولوجيات المتوفرة تتميز كل واحدة عن الأخرى بميزات في مجال معينا فمثلا، عشيرة إيماغاوا تستطيع تدير جواسيس أفضل في حين أن عشيرة تاكيدا تستطيع إنتاج وحدات أفضل نوعية من سلاح الفرسان، إلخ. يرمز للفصائل الصغيرة والمستقلة على أنها عشائر متمردة أو رونين.

## التطوير
أعلن عن اللعبة بداية سنة 1999، وتم تطويرها من طرف ذا كريايتيف أسمبلي تحت إليكترونيك آرتس.

## التوسيعات والسلاسل
تم توسيع اللعبة بحزمة «الغزو المغولي» التي تضع اللعب في فترة الغزو المغولي لليابان، وأصدرت في أوروبا فقط بتاريخ 24 أغسطس 2001.

## وصلات خارجية
- شوغون: الحرب الشاملة على موقع IMDb (الإنجليزية)